# ساموئل لینو
ساموئل دیاس لینو (انگلیسی: Samuel Dias Lino؛ زادهٔ ۲۳ دسامبر ۱۹۹۹) بازیکن فوتبال اهل برزیل است که در پست هافبک چپ برای باشگاه فلامینگو در سری برزیل بازی می‌کند.
از باشگاه‌هایی که در آن بازی کرده‌است می‌توان به باشگاه فوتبال ژیل ویسنته، والنسیا و اتلتیکو مادرید اشاره کرد.